# 都崎秀太郎
都崎 秀太郎（つざき ひでたろう、1852年6月25日（嘉永5年5月8日）- 1926年（大正15年）11月4日）は、明治から大正期の実業家・政治家。衆議院議員、香川県会議長。号・梧庵。

## 経歴
讃岐国阿野郡福江村（香川県阿野郡金山村、綾歌郡金山村、坂出町を経て現坂出市福江町）で、糖業、富農・都崎光蔵の三男として生まれる。高松藩校・講道館で学んだ。1885年（明治18年）11月、家督相続した。
小学校訓導、福江村戸長などを務めた。1882年（明治15年）愛媛県会議員に選出され、同常置委員、同勧業諮問会員に在任。1888年（明治21年）香川県が再置され、その後、香川県会議員に選出され、同常置委員、所得調査委員、地方衛生会員、香川県育英会評議員なども務めた。1890年（明治23年）11月、香川県会議長に就任し1892年（明治25年）2月まで在任した。
同年2月、第2回衆議院議員総選挙（香川県第3区、1892年2月、議員集会所）で当選し、衆議院議員に1期在任した。
実業界では、讃岐糖業大会社社長、讃岐紡績取締役、高松銀行（現百十四銀行）頭取、讃岐貯蓄銀行頭取、金山塩田社長、金山新塩田社長などを務めた。

## 国政選挙歴
- 第1回衆議院議員総選挙（香川県第3区、1890年7月、立憲改進党）次点落選[3][6]
- 第2回衆議院議員総選挙（香川県第3区、1892年2月、議員集会所）当選[6]
- 第3回衆議院議員総選挙（香川県第3区、1894年3月、立憲改進党）次点落選[6]